# سناد تیگانی
سناد تیگانی (انگلیسی: Senad Tiganj؛ زادهٔ ۲۸ اوت ۱۹۷۵) یک بازیکن فوتبال اهل اسلوونی است. از باشگاه‌هایی که در آن بازی کرده‌است می‌توان به کارپاتی لووف اشاره کرد.
وی همچنین در تیم ملی فوتبال اسلوونی بازی کرده و عضو این تیم در جام جهانی فوتبال ۲۰۰۲ نیز بوده است.